# Bibliotheek Vlissingen
Bibliotheek Vlissingen was tot september 2017 de gemeentelijke openbare bibliotheek van Vlissingen. In 2017 heeft de gemeente Vlissingen door de slechte financiële situatie besloten om de bibliotheektaak af te stoten en zijn zowel de hoofdvestiging als de filialen gesloten. Op 11 september 2017 is binnen bioscoop en theater CCXL een nieuwe, veel bescheidener bibliotheek geopend.

## Geschiedenis

### Oprichting en doel
Bibliotheek Vlissingen werd opgericht in 1912 met het doel de geestelijke ontwikkeling van de bevolking van Vlissingen te bevorderen. Notabelen namen dit initiatief, omdat men steeds meer vrije tijd kreeg door een verkorting van de werktijden van soms veertien uur naar uiteindelijk maximaal acht uur per dag. De bibliotheek begon aan het Bellamypark met een zeer bescheiden collectie boeken. Doordat de rijksoverheid na regelgeving in 1927 ging bijdragen aan de bekostiging van bibliotheken, kreeg de dienstverlening een zekere vorm. In de oorlogsjaren van 1941 tot 1946 was Annie M.G. Schmidt directrice van de bibliotheek. Ondanks de inzet van haar en haar voorgangster kon er geen jeugdbibliotheek aan de diensten voor volwassenen toegevoegd worden. Pas met de komst van directeur N.L. Buitinga in 1963 werd de bibliotheek geprofessionaliseerd. Dit kon vooral omdat het Rijk vanaf 1979 grote sommen structurele subsidie aan bibliotheekwerk verstrekte.

### Gebouw
Omdat de collectie en de dienstverlening zich in de loop der jaren uitbreidde, is de bibliotheek een aantal keren verhuisd. Van oktober 1999 tot september 2017 was de bibliotheek een onderdeel van het multifunctionele informatiecentrum ’t Spui, in het hart van de Vlissingse binnenstad. Dit is een opmerkelijk gebouw; een complex waarin vijf deels monumentale panden zijn opgenomen, waaromheen een nieuwe structuur is gebouwd met basisbouwmaterialen als hout, ruw stucwerk, betonvlechtwerk en stalen trappen.

## Organisatie en werkzaamheden

### Gemeente Vlissingen
De bibliotheek was tot september 2017 een onderdeel van de gemeente Vlissingen en viel onder het cluster 'Publiekszaken'. De beleidsmatige verantwoordelijkheid voor de ontwikkeling van de organisatie lag bij delegatiebesluit bij de Bibliotheekcommissie Vlissingen. De bibliotheek exploiteerde naast de centrale bibliotheek – 't Spui – en een filiaal in Oost-Souburg, een aantal mediatheken op basisscholen en twee kleine servicepunten in zorgcentrum Ter Reede en in het Majoraat in de wijk Paauwenburg. Ook het filiaal in Oost-Souburg en de twee servicepunten werden in 2017 gesloten. In Ter Reede is sinds 2017 een uitleenpunt dat op vrijwilligers en bewoners draait.

### Producten en diensten
Bibliotheek Vlissingen bood naast het uitlenen van boeken verschillende diensten aan, voor leden en niet-leden, zoals:
- Boek-aan-huis-dienst
- Logeerkoffertje
- Internetcafé
- Weblog
- Boekstart
- Boek je Boek

#### Schoolmediatheken
Het initiatief tot het openen van de schoolfilialen waarin de bibliotheek gevestigd was werd genomen om op deze manier het taalonderwijs de leesbevordering en het aanleren van informatievaardigheden te kunnen ondersteunen. Deze mediatheken werden in stand gehouden door bibliotheekmedewerkers die actief waren binnen de schoolmediatheek. Zij werden ondersteund door kinderen van de school die zelf als ‘bibliothecaris’ actief zijn binnen de mediatheek onder andere door het innemen en rechtzetten van boeken. Na de sluiting van de Bibliotheek Vlissingen in 2017 beheren scholen de schoolmediatheken zelf.

#### Boek je Boek
In het najaar van 2012 startte Bibliotheek Vlissingen met een pilotproject 'Boek je Boek'. Deze service bood leden de mogelijkheid om hun boeken op te halen en in te leveren bij een afhaalpunt in Vlissingen. Deze afhaalpunten waren zeer centraal gelegen (onder andere supermarkten en een tankstation) en hebben zeer ruime openingstijden. Leden waren hierdoor niet meer afhankelijk van de openingstijden van de bibliotheek zelf omdat boeken uitzoeken en reserveren via online catalogus mogelijk is. Mede door de zeer ruime openstelling van de nieuwe bibliotheek in CCXL is deze dienst sinds september 2017 niet meer beschikbaar.

#### Informatie- en adviesdiensten
Naast het uitlenen van boeken ontwikkelen basisbibliotheken steeds nieuwe vormen van dienstverlening. Uitleencijfers lopen terug en nieuwe vormen van cultuurbeleving en informatieverwerving ontstaan. Het wordt steeds belangrijker om kennis actueel te houden en te vernieuwen. Bibliotheek Vlissingen speelde hierop in door naast het uitlenen van boeken, de educatie/ en informatiefunctie voorop te stellen. Bibliotheek Vlissingen speelde op dit terrein een vooraanstaande rol met haar dienstverlening voor scholen, het CJG/WMO-loket Porthos en de gemeente Vlissingen.
Bibliotheek Vlissingen stelde zichzelf ten doel Vlissingers te informeren op het gebied van onder andere gezondheid, loopbaan, de regio, cultuur en literatuur. Zij gaf antwoord in schriftelijke, mondelinge en digitale vorm. Een voorbeeld van digitale informatievoorziening zijn themadossiers die door de bibliotheek vervaardigd werden. Deze digitale bronnen werden ontwikkeld door bibliotheekmedewerkers en bevatten links naar relevante websites, boeken artikelen en filmpjes. De themadossiers waren gratis te downloaden via de website van de bibliotheek en omvatten een veelheid aan onderwerpen. Van lokale onderwerpen tot aan maatschappelijke kwesties. Door de sluiting van de bibliotheek is ook de website vervallen, maar de Themadossiers zijn nog wel beschikbaar.

#### Medische Bibliotheek
Van 1994 tot 2015 exploiteerde Bibliotheek Vlissingen in het Ziekenhuis Walcheren een medische bibliotheek, bestemd voor medisch specialisten, co- en arts-assistenten, verpleegkundigen, paramedici, niet-medisch personeel. De medische bibliotheek had als doel de ziekenhuismedewerkers te stimuleren optimaal gebruik te maken van informatie bij het uitoefenen van hun beroep en/of studie. Gebruikers konden er een uitgebreide collectie boeken en tijdschriften en diverse specialistische online databanken en andere elektronische bronnen raadplegen.

#### Wiki Loves Bieb
In 2010 is door de Bibliotheek Vlissingen via het pilotproject WikiLovesBieb in samenwerking met Wikimedia Nederland aangetoond dat openbare bibliotheken een rol kunnen spelen in het bevorderen van het gebruik van Wikipedia. Door middel van mediawijsheidslessen op scholen, verzorgd door mediadeskundigen in dienst van de bibliotheek, werden scholieren en studenten wegwijs gemaakt in de wijze van werken met Wikipedia. Daarnaast zijn via workshops Wikipedia-medewerkers getraind om erfgoedinstellingen te helpen kennis en informatie over hun collectie via Wikipedia breed beschikbaar te stellen.

## Bezuinigingen
Bezuinigingen van de gemeente Vlissingen dwongen de Bibliotheek Vlissingen in 2011 tot creatieve oplossingen om voortzetting van diensten te kunnen garanderen. Het plan om de hoofdvestiging te sluiten ten gunste van het verspreiden van de diensten door de stad en in te zetten op ontwikkeling van digitalisering stuitte op verzet. Deze plannen werden teruggedraaid wat leidde tot afstoten van taken, diensten en een deel van het personeel. In 2015 bleek de financiële prioriteiten van de gemeente Vlissingen zo gekozen te zijn dat het in stand houden van een solide openbare bibliotheek niet meer mogelijk was.

## ZB Vlissingen
De gemeente Vlissingen trok zich om te bezuinigen in 2017 terug uit het stedelijke bibliotheekwerk. ZB Bibliotheek van Zeeland en bioscoop CCXL hebben vervolgens een deel van deze maatschappelijke voorziening op zich genomen. Voor de werkzaamheden is een deel van het personeel van de voormalige bibliotheek in dienst genomen en bij de inrichting is gebruik gemaakt van een deel van het interieur van de gesloten hoofdvestiging. Van de oorspronkelijk collectie van 60.000 titels is teruggebracht tot ruim 20.000. Collecties voor basisschooljeugd zijn ondergebracht op de scholen. Onderwijsspecialisten van de bibliotheek richten zich op het terugdringen van taalachterstanden bij leerlingen.
Naast de geautomatiseerde boekuitleen en -inname worden in ZB Vlissingen bibliotheekdiensten aangeboden als het Taalhuisloket, Klik&Tik, Digidesk en de VoorleesExpress. De openingstijden zijn zodanig zodat ook bezoekers van de bioscoop, theater en Cinecafé gebruik kunnen maken van de diensten buiten 'kantooruren'. Bibliotheekmedewerkers zijn beschikbaar voor hulp en advies tijdens zogenaamde 'service-uren'.
Sinds 2020 is er een Toeristisch Informatiepunt ondergebracht in de bibliotheek. Bibliotheekmedewerkers voorzien toeristen van een stadsplattegrond en geven informatie. Toeristen kunnen gebruikmaken van wifi en de computers van het internetcafé.

### Vestiging in Souburg
In Oost-Souburg werd eind 2017 in samenwerking met WVOZorg een uitleenpunt voor 1250 boeken voor volwassenen gerealiseerd in Zorgcentrum De Zoute Viever. In 2022 was daar nog sprake van een 'huisbibliotheek'.